# Ciclabile dei Navigli
La ciclabile dei Navigli è una pista ciclopedonale che collega Migliaro a Genivolta, lunga 26 km e si sviluppa interamente in provincia di Cremona. Salvo alcune deviazioni scorre per parecchi chilometri parallelamente al Naviglio di Cremona.

## Storia
Il tratto tra Casalbuttano e Migliaro fu realizzato nell'estate 2003 dal  Consorzio di bonifica Naviglio-Vacchelli  stipulando una convenzione con le proprietà terriere per utilizzare gratuitamente i sedimi . Il progetto ottenne il vaglio e l'approvazione della Regione Lombardia ed il costo ammontò a 310.000 euro, dei quali 248.000 provenienti da fondi dell'Unione europea ed il resto recuperato grazie a contributi dei comuni di Casalbuttano, Olmeneta, Pozzaglio ed Uniti, Castelverde e Cremona. La sua realizzazione scatenò polemiche nelle forze politiche di centro-destra per i supposti danni ambientali che avrebbe comportato la struttura.
L'incrocio a raso con la strada provinciale 86 era privo di qualunque segnalazione ed il 31 gennaio 2004 fu teatro di un grave investimento che causò la morte del dodicenne Matteo Casagrande, cui fu dedicato il primo tratto di pista ciclabile fino a Casalbuttano. Nell'autunno il comune pose un segnale luminoso e fece predisporre adeguate strisce pedonali.
Nel 2007 iniziarono i lavori per il prolungamento nel tratto tra Casalbuttano e Genivolta; il progetto fu redatto dalla provincia di Cremona e la realizzazione costò 600.000 euro, 480.000 dei quali provenienti da fondi regionali ed i rimanenti suddivisi tra i comuni interessati in proporzione al numero di abitanti.
L'inaugurazione del secondo tratto avvenne il 14 settembre 2008.

## Il percorso

### Primo tratto
La ciclabile ha inizio a Migliaro, frazione di Cremona, lungo la strada che la collega l'abitato a Boschetto e scorre parallela al naviglio di Cremona in sponda sinistra con fondo asfaltato fino all'incrocio con la strada comunale Livrasco-Ossalengo. Qui inizia un tratto lasciato sterrato per circa 2 km lungo il cosiddetto sentiero-natura dell'Olmo, ritorna asfaltato quando incrocia la strada comunale Marzalengo-Casalsigone.
Poco prima dell'incrocio con la strada provinciale 86 la pista affianca a destra la cascina Marasca dove fu manganellato a morte Attilio Boldori.
Il primo tratto termina a Casalbuttano in via Alessandro Manzoni, al termine dell'abitato sulla direttrice per San Vito e Modesto.

### Secondo tratto

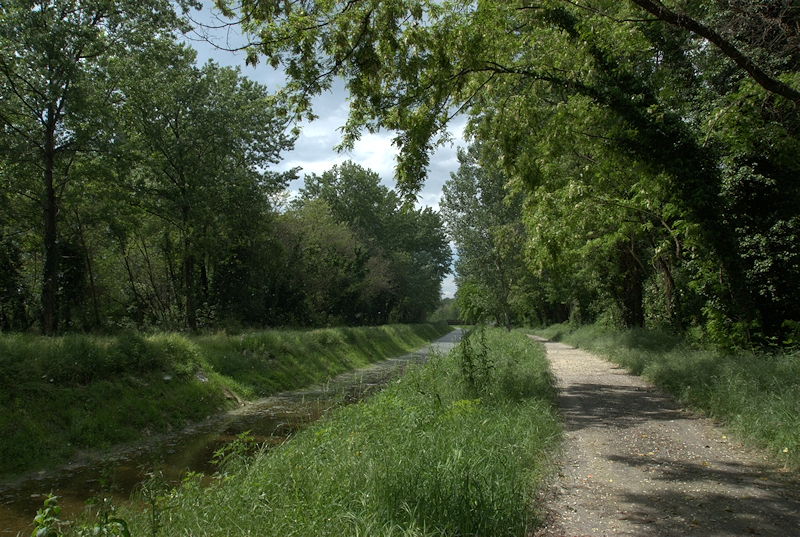
La pista ciclabile presso Genivolta

I due tratti non sono contigui, bisogna attraversare l'abitato e raggiungere la strada provinciale 6 dove inizia il tracciato che conduce a Genivolta. La ciclabile corre parallelamente alla riva destra del naviglio ed il fondo è in ecomanto fino a Mirabello Ciria. Poco prima della frazione sorge oggi inutilizzata la centrale elettrica messa in funzione nel 1904.
Una volta giunti all'incrocio con via Oldraghi il percorso prevede l'abbandono del Naviglio per seguire l'andamento sinuoso della via principale di Mirabello e proseguendo sulla strada comunale che conduce ad Azzanello, scarsamente trafficata, fino alla cascina Navazze. Qui si abbandona la strada comunale per seguire un tratto con fondo in ecomanto che corre parallelo alla roggia Naviglietto fino alla cascina Il Fienile. Svoltando a sinistra lungo la strada comunale che collega Azzanello a Casalmorano si raggiunge di nuovo, in meno di un chilometro, il Naviglio di Cremona che viene affiancato ora in sponda sinistra.
La ciclabile incrocia la strada provinciale 46 e prosegue tra i numerosi canali artificiali che si diramano a monte. Nei pressi di Genivolta, dall'altro lato del Naviglio si può vedere la centrale elettrica abbandonata della Rezza. Poco prima di giungere all'incrocio con la strada provinciale CR ex SS498 un ponte permette di guadagnare la riva destra. Il fondo del tratto tra Casalmorano e Genivolta è in ecomanto, l'ultimo tratto tra l'ex statale e le Tombe Morte si snoda lungo una strada consortile con fondo sterrato.

## Collegamenti ciclopedonali
- A Mirabello Ciria un percorso protetto ricavato lungo la roggia Cappellana collega la frazione al capoluogo comunale Casalmorano.
- Presso le Tombe Morte la pista incrocia la Ciclabile delle Città Murate e si può proseguire, eventualmente, sulla Ciclabile del Canale Vacchelli.
- Anche se non ufficialmente considerata ciclabile, è aperta alla fruizione e ampiamente sfruttata dagli appassionati della bicicletta la strada con fondo sterrato che collega le Tombe Morte a Cumignano lungo in Naviglio Pallavicino.